# Emilio Hernández
Emilio Exequiel Hernández Hernández (La Pintana, Chile; 14 de septiembre de 1984) es un exfutbolista profesional chileno que se desempeñaba como delantero.
Es primo del exjugador, Miguel Hernández.

## Trayectoria
En 1996, cuando tenía 12 años, se sumó al área formativa de Colo-Colo, la cual estaba a cargo de Roberto Álamos. Nunca tuvo continuidad y se desmotivó. Ante ello no encontró nada mejor que partir a Universidad de Chile dos años después, donde se volvió a encontrar con Álamos.
Debutó futbolísticamente en la Universidad de Chile en el 2005, con el cual disputó la final del Torneo de Clausura de ese año, la cual la pierde ante Universidad Católica, por lanzamientos penales. Al año siguiente, pasó a préstamo a Everton donde tuvo un breve paso. En el 2007, volvió a Universidad de Chile, con el cual ganó el Torneo de Apertura del 2009, cuando derrotó a Unión Española, club donde jugaría años después. Después estuvo 6 meses en Cruz Azul de México, donde pasó sin pena ni gloria. En 2010, fichó por Argentinos Juniors de Argentina, club que dirigía Claudio Borghi y con el cual ganó el Torneo de Clausura Argentino de ese año y estuvo en el equipo bicho hasta fines del 2011.
En el 2012, regresa nuevamente a Universidad de Chile para su tercer período en el club, pero pese a que ganó el Torneo de Apertura 2012 con los azules, el entrenador Jorge Sampaoli no lo tuvo en sus planes, sumado a la mala relación entre los dos, lo que obligó al jugador a desvincularse del club. A los pocos meses, fichó por Unión Española de José Luis Sierra y fue una de las figuras del equipo, que perdió la final del Torneo de Clausura ante Huachipato, por la lotería de lanzamientos penales y jugando como visitante.
El 26 de diciembre de 2012 se confirma la llegada del jugador a Colo-Colo, junto a la llegada de su compañero de Unión Española, el mediocampista argentino Emiliano Vecchio, a cambio de que 4 jugadores del equipo albo, parten a préstamo al equipo hispano.
Además, su fichaje en Colo-Colo no solamente significará, que el jugador se gane el odio de los hinchas de Universidad de Chile, por el hecho de que jugará en el archirrival; sino que también, pasará a formar parte de la lista de jugadores, que han vestido la camiseta tanto de Colo-Colo como de Universidad de Chile.
En 2014 Hernández gana su primer y único título con Colo Colo, el Clausura 2014 donde nunca pudo ganarse la confianza del técnico  Héctor Tapia, jugó apenas 4 partidos, 1 de titular y los otros 3 ingresando en los últimos minutos.
El 23 de diciembre de 2015 se anuncia su traspaso a San Martín (San Juan).
Tras 6 meses en Argentina, decide volver a Chile, y en el límite del cierre de pases, ficha en el Deportes Pintana, que milita en la Segunda División Profesional, tercera categoría del fútbol chileno. A un paso del cierre del libro de pases el Choro fichó para Audax Italiano, donde intentó ser titular sin mayor éxito.
En 2018, se fue a Deportes Melipilla de la Primera B de Chile, donde no tuvo tanta titularidad y a finales de ese año se retira del fútbol.

## Selección nacional
En el 2008 fue citado por Marcelo Bielsa para jugar un amistoso internacional en Los Ángeles contra México para ser el conductor del equipo, fue tal su actuación en aquel partido que después de unas semanas se encontraba en la nómina del seleccionador nacional para disputar la novena y décima fecha de las eliminatorias mundialistas para Sudáfrica 2010
En enero de 2010 es nuevamente convocado por Bielsa para realizar la pretemporada con la selección chilena, y participa del triunfo por 2-1 en el amistoso frente a Panamá, cumpliendo un buen cometido, creando ocasiones por ambos extremos del ataque. De un centro de Hernández nace el segundo gol de Esteban Paredes en el partido.

#### Participaciones en eliminatorias a la Copa del Mundo
| Eliminatoria                   | Sede      | Resultado   | Posición | Partidos |
| ------------------------------ | --------- | ----------- | -------- | -------- |
| Clasificatorias Sudáfrica 2010 | Sudáfrica | Clasificado | 2.º      | 0        |

## Clubes

### Estadísticas
| Club                   | País      | Año       | PJ  | Goles |
| ---------------------- | --------- | --------- | --- | ----- |
| Universidad de Chile   | Chile     | 2005      | 10  | 4     |
| → Everton (cedido)     | Chile     | 2006      | 23  | 2     |
| Universidad de Chile   | Chile     | 2007-2009 | 65  | 9     |
| Cruz Azul              | México    | 2009      | 22  | 0     |
| Argentinos Juniors     | Argentina | 2010-2011 | 43  | 4     |
| Universidad de Chile   | Chile     | 2012      | 10  | 1     |
| Unión Española         | Chile     | 2012      | 27  | 5     |
| Colo-Colo              | Chile     | 2013-2014 | 24  | 2     |
| Unión La Calera        | Chile     | 2014-2015 | 15  | 2     |
| Coquimbo Unido         | Chile     | 2015      | 10  | 1     |
| San Martín de San Juan | Argentina | 2016      | 3   | 0     |
| Deportes Pintana       | Chile     | 2016-2017 | 17  | 1     |
| Audax Italiano         | Chile     | 2017      | 3   | 0     |
| Deportes Melipilla     | Chile     | 2018      | 6   | 0     |
| Trayectoria            | Total     | 2005-2018 | 306 | 37    |

## Palmarés

### Campeonatos nacionales
| Título           | Club                 | País      | Año    |
| ---------------- | -------------------- | --------- | ------ |
| Primera División | Universidad de Chile | Chile     | 2009-A |
| Primera División | Argentinos Juniors   | Argentina | 2010-C |
| Primera División | Universidad de Chile | Chile     | 2012-A |
| Primera División | Colo-Colo            | Chile     | 2014-C |